# Шкала сонливости Эпворта
Эпвортская шкала сонливости (Epworth Sleepiness Scale, ESS) — шкала, предназначенная для измерения дневной сонливости при помощи опросника. Она была представлена в 1991 году доктором Мюрреем Джонсом из больницы Эпворта в Мельбурне, Австралия.

## Опросник
В опроснике испытуемого просят оценить вероятность того, что он заснёт, по шкале от 0 до 3 в восьми различных повседневных ситуациях. Баллы вопросов суммируются. Если получившееся число находится в диапазоне от 0 до 9, то состояние опрашиваемого считается нормальным; сумма в диапазоне от 10 до 24 баллов указывает на необходимость обратиться за медицинской помощью. Например, баллы от 11 до 15 указывают на возможность лёгкого или умеренного апноэ во сне, а баллы от 16 и выше указывают на возможность тяжёлого апноэ во сне или нарколепсии. Было отмечено, что некоторые вопросы в шкале лучше выявляют конкретные нарушения сна, однако для постановки точного диагноза могут потребоваться дополнительные тесты и медицинское обследование.
Автор анкеты Джонс рекомендует не обсуждать результаты теста с испытуемым до его завершения, так как это может повлиять на его ответы.

## Использование
ESS была разработана в первую очередь для выявления синдромов апноэ во сне, но впоследствии показала свою эффективность при поиске нарколепсии и идиопатической гиперсомнии. Она может использоваться после начала лечения нарушений сна (например, СИПАП-терапии) для оценки динамики симптомов. При работе с пациентами с нарколепсией шкала показала высокие значения специфичности (100%) и чувствительности (93.5%).
Эпвортская шкала сонливости использовалась для сравнения чувствительности и специфичности других аналогичных методов оценки качества сна. Питтсбургский индекс качества сна является аналогичным способом оценки качества сна с высокой воспроизводимостью.
Метод основан на субъективной оценке самочувствия тестируемым и потому может быть неточным из-за влияния факторов восприятия пациента (таких как мнение участников исследования об их сне, восприятие сонливости окружающими, уровень образования и др.). Опросник может быть необъективным, поскольку предварительное обсуждение результатов между опрашивающим и опрашиваемым может повлиять на ответы последнего во время прохождения теста.